# Cataulacus
Cataulacus is een geslacht van mieren uit de onderfamilie van de Myrmicinae. De wetenschappelijke naam van het geslacht is voor het eerst geldig gepubliceerd in 1853 door Frederick Smith.
Barry Bolton publiceerde in 1974 een volledige revisie van het geslacht, het enige uit de geslachtengroep Cataulacini. Hij telde toen 51 bestaande en vier fossiele soorten. De bestaande soorten zijn verspreid over de tropen van de Oude Wereld, de meeste daarvan in het Afrotropisch gebied; Bolton telde 34 soorten uit Afrika en Madagaskar. De typesoort Cataulacus taprobanae komt voor in India en Sri Lanka. Fossiele soorten zijn nog op andere plaatsen gevonden, met name in Zuid- en Oost-Europa, wat erop wijst dat het geslacht in het Tertiair nog ruimer verspreid was.
De soorten uit dit geslacht maken nesten in bomen of struiken en ze foerageren bij voorkeur in dezelfde boom of struik waarin ze hun nest hebben gemaakt; zelden komen ze op de grond. De nesten worden vaak gemaakt in kleine holle takken of stammen, of in rotte takken of rotte delen van een stam. Sommige soorten leven in gallen of andere kleine holten in planten. De kleine soorten C. pygmaeus en C. brevisetosus uit West-Afrika komen wel soms naar beneden om te foerageren in bladafval op de bodem of om naar een andere boom te gaan. Deze, en nog enkele andere, soorten leven in de cacaoboom.

## Soorten
- C. adpressus Bolton, 1974
- C. bequaerti Forel, 1913
- C. boltoni Snelling, R.R., 1979
- C. brevisetosus Forel, 1901
- C. catuvolcus Bolton, 1974
- C. centrurus Bolton, 1982
- C. cestus Bolton, 1982
- C. chapmani Bolton, 1974
- C. difficilis Santschi, 1916
- C. ebrardi Forel, 1886
- C. egenus Santschi, 1911
- C. elongatus Santschi, 1924
- C. erinaceus Stitz, 1910
- C. flagitiosus Smith, F., 1862
- C. fricatidorsus Santschi, 1914
- C. granulatus (Latreille, 1802)
- C. greggi Bolton, 1974
- C. guineensis Smith, F., 1853
- C. hispidulus Smith, F., 1865
- C. horridus Smith, F., 1857
- C. huberi André, 1890
- C. impressus Bolton, 1974
- C. inermis Santschi, 1924
- C. intrudens (Smith, F., 1876)
- C. jacksoni Bolton, 1982
- C. jeanneli Santschi, 1914
- C. kenyensis Santschi, 1935
- C. kohli Mayr, 1895
- C. latissimus Emery, 1893
- C. latus Forel, 1891
- C. lobatus Mayr, 1895
- C. longinodus Forel, 1912
- C. lujae Forel, 1911
- C. marginatus Bolton, 1974
- C. mckeyi Snelling, R.R., 1979
- C. micans Mayr, 1901
- C. mocquerysi André, 1889
- C. moloch Bolton, 1982
- C. muticus Emery, 1889
- C. nenassus Bolton, 1974

- C. oberthueri Emery, 1891
- C. pilosus Santschi, 1920
- C. pompom Snelling, R.R., 1979
- C. porcatus Emery, 1899
- C. praetextus Smith, F., 1867
- C. pullus Santschi, 1910
- C. pygmaeus André, 1890
- C. regularis Forel, 1892
- C. resinosus Viehmeyer, 1913
- C. reticulatus Smith, F., 1857
- C. satrap Bolton, 1982
- C. setosus Smith, F., 1860
- C. simoni Emery, 1893
- C. striativentris Santschi, 1924
- C. taprobanae Smith, F., 1853
- C. tardus Santschi, 1914
- C. taylori Bolton, 1982
- C. tenuis Emery, 1899
- C. theobromicola Santschi, 1939
- C. traegaordhi Santschi, 1914
- C. voeltzkowi Forel, 1907
- C. vorticus Bolton, 1974
- C. wasmanni Forel, 1897
- C. weissi Santschi, 1913
- C. wissmannii Forel, 1894